# Kanhoji Gaikwar
Shrimant Kanhoji Gaikwar (o Khanhoji Rao Gaikwar) Maharaja Sahib fou un pretendent al tron de Baroda, fill morganàtic de Govind Rao Gaikwar i Rani Bai.
Era nascut a Baroda (ciutat). A la mort de Manaji Rao Gaikwar el 27 de juliol de 1793 es va apoderar de la regència però el seu pare va retornar a Baroda, i Kahonji fou traït per les seves pròpies forces i es va haver de rendir davant Govind Rao, que el va empresonar (5 de febrer de 1794).
Més tard es va escapar i es va unir a la rebel·lió de Malhar Rao, fill i successor de l'agitador Khande Rao (que havia mort el 1785) de Kadi, però els dos homes aviat es van barallar i Kanhoji fou altre cop traït i empresonat; Malhar Rao pel seu costat va haver de comprar la pau.
Quan el 19 de setembre de 1800 va pujar al poder Anand Rao Gaikwar, fill de Govind Rao, Kahonji, altra vegada aliat a Malhar Rao, li va disputar el poder i el dia 20 de setembre es va proclamar diwan (primer ministre). Les dues parts van demanar ajut al govern de Bombai que va decidir en favor d'Anand Rao i va haver de deixar el govern (27 de gener de 1801) i se'n va anar a Kadi. L'abril de 1802 una força britànica des de Cambay va entrar a Kadi, seu dels rebels, i va establir el poder de Anand Rao.
El 1807 Fateh Singh Rao Gaikwar (II), fill de Anand Rao, esdevingué membre del consell d'estat i va començar a rebre poders com a regent per l'estat del seu germà; el 1812 va ser nomenat primer ministre Gangadhar Sastri. Una vegada més Kahonji va intentar desestabilitzar el govern del seu germanastre però el complot fou avortat i Kahonji arrestat i deportat a Madras.
Es va casar una vegada i va deixar una filla.